# Нандина
Нандина (лат. Nandina) — монотипный род цветковых растений семейства Барбарисовые (Berberidaceae).
Единственный представитель — Нандина домашняя (Nandina domestica).

## Распространение и экология
В природе ареал вида охватывает Китай и Японию. Натурализовалось в Северной Америке.
Произрастает по горным склонам.
Даёт поросль от пня и корневой шейки. Размножают посевом семян, корневыми отпрысками, черенками и прививкой.
Растёт медленно.

## Ботаническое описание
Вечнозеленое дерево высотой до 5—6 м, нередко растущее кустообразно, с цилиндрической ажурной кроной и прямостоящими, мало ветвящимися боковыми побегами. Кора побегов светло-коричнево-фиолетовая, в дальнейшем серо-коричневая, продольно-бороздчатая. Корневая система неглубокая.
Почки длиной 1 см, острые, сплющенные с боков, с травянистыми зеленовато-коричневыми или красноватыми чешуями, имеющими параллельные жилки. Листья скучены в верхней части ветвей, сложные, трижды-непарноперистые, в общем очертании треугольные, длиной 30—40 см; листочки плотные, блестящие, ромбические, ланцетные, с заострённой верхушкой и клиновидным основанием, длиной до 10 см и шириной 2,5 см, тёмно-зелёные, осенью становятся красно-бурыми и красными, какими держатся до весны, к весне буреют и при начале весеннего роста снова становятся зелёными. Черешки длиной 10—15 см, снизу килеватые, с расширенным стеблеобъемлющим влагалищевидным основанием; черешочки листочков длиной 1—3 см.
Соцветие — верхушечная метёлка длиной 20—40 см. Цветки в диаметре 6 мм, со спирально расположенными тремя желтовато-белыми чашелистиками, переходящими в белые лепестки; нектарников 3 или 6.
Цветёт в июне — июле. Плодоносит в сентябре — октябре. Ягоды ярко-красные, реже белые, в диаметре 8 мм, с заострённой верхушкой.
Содержит алкалоиды доместицин и изодоместицин.
|                                      |  |  |
| Слева направо. Листья. Бутоны. Ягоды |  |  |

## Древесина
Древесина заболонная, желтовато-бурая. Годичные кольца плохо различимы. Хорошо заметны широкие лучи. На стенках сосудов хорошо заметные спирали. Волокна с простыми порами. Сосуды в древесине в организованном расположении — вместе с сосудистыми трахеидами образуют радиальные, несколько извилистые полосы.

## Фитотоксичность
Это растение содержит цианогенные гликозиды, которые могут вызвать цианидное отравление. Исследование показало, что листья сильно цианогенны в течение всего года, а зеленые плоды сильно и быстро цианогенны, в то время как большинство спелых плодов слабо и медленно цианогенны. 
Растение также содержит протоберберин и берберин алкалоиды, токсическое значение которых неизвестно. Алкалоид берберин обладает антихолинэстеразной активностью и, как было показано, вызывает рвоту у кошек, а также слюнотечение, тошноту, диарею, рвоту, мышечную дрожь и иногда паралич у собак. Повторное пероральное введение (100 мг/кг в течение 8-10 дней) привело к гибели всех кошек. Клинические признаки включают типичные темно-красные/вишнево-красные слизистые оболочки, связанные с повышенным насыщением кислородом венозной крови, а также признаки, связанные с клеточной гипоксигенацией: рвота, боль в животе, атаксия, слабость, повышение температуры, тахикардия, гипертензия, дыхательная недостаточность, судороги и шок. 
Хотя нет сообщений об интоксикации у жвачных животных, они считаются подверженными риску отравления и могут быть даже более восприимчивыми, чем другие виды, поскольку микроорганизмы рубца обладают ферментами β-гликозидазой и гидроксинитрил-лиазой. Кроме того, нейтральный pH рубца благоприятствует ферментативным реакциям, которые производят цианистый водород. В Италии недавно был зарегистрирован случай отравления у собак. Отравление Nandina domestica также было зарегистрировано у маленьких детей (до 5 лет), и клинические признаки в основном ограничивались желудочно-кишечными симптомами (например, тошнота, рвота, диарея). 

## Значение и применение
Широко известное декоративное растение, разводимое в субтропических районах России, Крыму и на Кавказа. Введено в культуру Никитским ботаническим садом в 1846 году.
Применима в групповых и одиночных посадках, для опушек, а также для кадочной культуры.

## Таксономия
Вид Нандина домашняя входит в монотипный род Нандина (Nandina) монотипного подсемейства Нандиновые (Nandinoideae) семейства Барбарисовые (Berberidaceae) порядка Лютикоцветные (Ranunculales).
|  |                                      |  |                                                             |                                                             |                        |  | ещё 9 семейств (согласно Системе APG II) |                                              |                                              |  |  |             |                                   |
|  |                                      |  |                                                             |                                                             |                        |  |                                          |                                              |                                              |  |  |             | единственный вид Нандина домашняя |
|  |                                      |  |                                                             | порядок Лютикоцветные                                       |                        |  |                                          |                                              | подсемейство Нандиновые                      |  |  | род Нандина |                                   |
|  |                                      |  |                                                             | порядок Лютикоцветные                                       |                        |  |                                          |                                              | подсемейство Нандиновые                      |  |  | род Нандина |                                   |
|  | отдел Цветковые, или Покрытосеменные |  |                                                             |                                                             | семейство Барбарисовые |  |                                          |                                              |                                              |  |  |             |                                   |
|  | отдел Цветковые, или Покрытосеменные |  |                                                             |                                                             |                        |  |                                          |                                              |                                              |  |  |             |                                   |
|  |                                      |  | ещё 44 порядка цветковых растений (согласно Системе APG II) | ещё 44 порядка цветковых растений (согласно Системе APG II) |                        |  |                                          | ещё 1 подсемейство (согласно Системе APG II) | ещё 1 подсемейство (согласно Системе APG II) |  |  |             |                                   |
|  |                                      |  |                                                             | ещё 44 порядка цветковых растений (согласно Системе APG II) |                        |  |                                          |                                              | ещё 1 подсемейство (согласно Системе APG II) |  |  |             |                                   |